# Merols
Merols (Nederlands en Limburgs: Meroels) is een gehucht in de deelgemeente Walhorn van de Duitstalige gemeente Lontzen in de Belgische provincie Luik. De plaats ligt vlak bij de N68, die hier onderdeel is van Europese weg 421.

## Geschiedenis
Tot de opheffing van het hertogdom Limburg hoorde Merols tot de Limburgse hoogbank Walhorn. Net als de rest van het hertogdom werd Merols bij de annexatie van de Zuidelijke Nederlanden door de Franse Republiek in 1795 opgenomen in het toen gevormde departement Ourthe.

## Taal
Naast het in het onderwijs en door de plaatselijke overheid gebruikte Duits spreekt de plaatselijke bevolking het regionale dialect Platdiets; een Limburgs dialect.
Deelgemeenten: Herbesthal · Lontzen · Walhorn

Overige kernen: Astenet · Busch · Merols · Rabotrath

Belgische gemeenten · Duitstalige Gemeenschap · Arrondissement Verviers · Luik · Wallonië